# Fläckig flinkspindel
Fläckig flinkspindel (Phrurolithus festivus) är en spindelart som först beskrevs av Carl Ludwig Koch 1835.  Fläckig flinkspindel ingår i släktet Phrurolithus och familjen flinkspindlar. Arten är reproducerande i Sverige. Inga underarter finns listade i Catalogue of Life.